# 日比谷
日比谷（ひびや）は、江戸時代以前から武蔵国で使われていた地名であり、もともと日比谷入江とその周辺を漠然と指す。現在の東京都千代田区南東部の日比谷通り周辺の地域で、行政上の正式な地名ではない。時代とともに指す範囲や状態が変化しているので、時代ごとに区別して解説する。
- （江戸幕府開府以前）江戸湾の入江である日比谷入江およびその周辺域を指していた地名であり、江戸時代末までは比々谷とも表記された。この入江は浅瀬となりヒビが並んでいたため「ひびや」と呼ばれた可能性がある。入り江の周囲に小さな集落があり、比々谷村と呼ばれていた。範囲としては現在の東京都千代田区の南東部あたり、永田町から有楽町あたりに相当する。（#歴史の項目を参照）
- （江戸時代）徳川家康の江戸入府後に上述の日比谷入江が埋め立てられ、江戸時代には大名屋敷が並ぶ土地となっていた（#歴史の項目を参照）。
- （昭和期）昭和期には日比谷公園や内幸町や日比谷通り一帯から有楽町駅周辺にかけての地域を漠然と指す地名となっていた。範囲の東端は有楽町駅の東側まで含んでいる。
- （現在）東京都千代田区の南東部、有楽町・内幸町の日比谷通り一帯（日比谷公園の東側）からJR有楽町駅西側にかけての地域を指す地名[1]。大手町や丸の内から連続する都心のオフィス街となっていた。有楽町駅の東側は「ビックカメラ有楽町店」や「有楽町センタービル（有楽町マリオン）」など「有楽町」を冠すことが多くなり日比谷とは呼ばれなくなってきた。昭和期同様に大手町や丸の内から連続する都心のオフィス街となっている。現在、「日比谷」は行政上の正式な地名ではないが、日比谷通り、日比谷交差点、日比谷駅、日比谷公園、日比谷濠などの公共施設に「日比谷」の地名が残っている。

## 概説

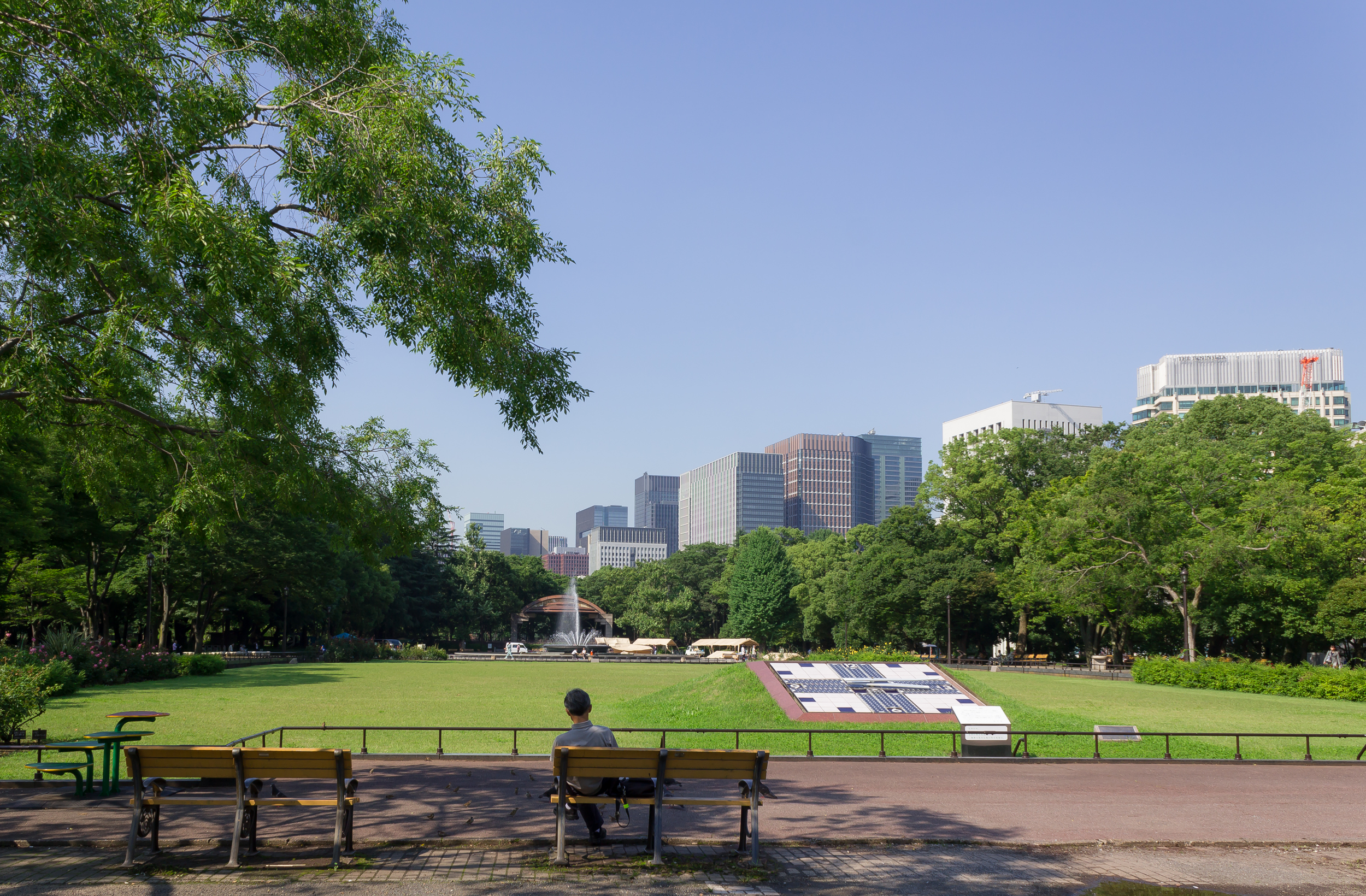
日比谷公園

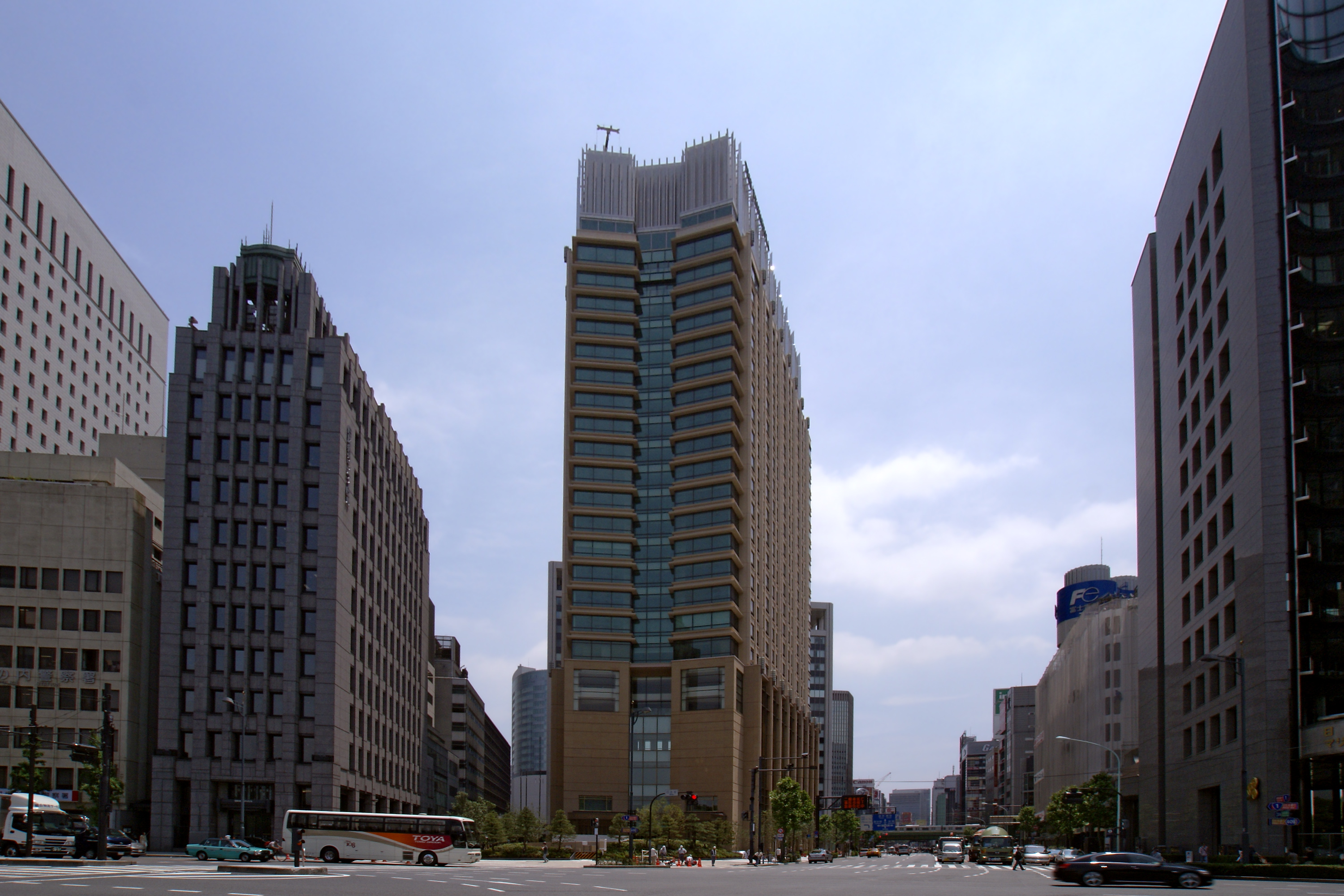
日比谷公園有楽門（北端）から東側の晴海通り（銀座）方面を見る（中央のビルはザ・ペニンシュラ東京）

千代田区南東部、旧麹町区域の平地に位置する。16 ha にわたる日比谷公園を有するため緑地面積は広く、皇居にも近い。都心部にあるため幹線道路や鉄道路線が多数通り、地下鉄日比谷駅には東京メトロ日比谷線、東京メトロ千代田線、都営三田線が乗り入れている。
徳川家康が江戸城を拠点にして以降は日比谷入江の埋立てが進み、武家屋敷の並ぶ町並みに変貌していった。明治維新以降は東京府庁や鹿鳴館や東京倶楽部が置かれ、日本の近代化を象徴する街や上流階級の社交場として発展し、1900年代には日本初の西洋式ホテルである帝国ホテルが建造され、その後多数のホテルのほか大企業の本社屋が連なり、日本を代表するビジネス街となっている。帝国ホテルは現在もホテル界の御三家の一角として重要な地位を占めている。2018年には大規模複合商業ビルの東京ミッドタウン日比谷が誕生した。
現在の阪急阪神東宝グループ（旧:阪急東宝グループ）の中核企業である映画・演劇会社東宝の創業地であり、現在でも東宝日比谷ビルが本社所在地である。他にも東京宝塚劇場（東京宝塚ビル）やTOHOシネマズ本社、TOHOシネマズの旗艦店であるTOHOシネマズ日比谷（東京ミッドタウン日比谷）、付近には帝国劇場（帝劇）などが位置し東宝の本拠地である。東宝系以外の日生劇場もこの地にあり、かつては日本劇場（日劇）や日比谷映画劇場、有楽座なども存在していた。このように日比谷界隈は東宝の重要施設や劇場が多数集積する映画・演劇の街でもある。
都心の大規模公園である日比谷公園の中には市政会館および日比谷公会堂、野外音楽場の聖地である大小の日比谷野外音楽堂（野音）、日比谷図書文化館（旧：東京都立日比谷図書館）といった文化施設があり、イベントも多数開催され、2003年からは毎年10月に日比谷公園ガーデニングショーが開催されている。
日比谷公園は霞が関や永田町に近いことからデモ活動が行われることがあり、明治時代には日比谷焼討事件が起きるなど政治的、歴史的事件が発生した場所でもある。
2011年6月に地元地権者や千代田区（の行政組織）が一堂に会し「日比谷エリア街づくり基本構想」を策定してエリアの将来像を共有したことで街づくりの方向性を明確化し、2015年3月には開発業者が中心となり「一般社団法人日比谷エリアマネジメント」を設立し、同年6月に千代田区にてこの「日比谷エリアマネジメント」を都市再生推進法人に指定した。

## 歴史
中世
中世の旧江戸城つまり太田道灌らが建造した江戸城の東側には入り江があり日比谷入江と呼ばれていた。日比谷入江の北端は旧江戸城大手門あたり、入江の西岸は現在の霞ヶ関あたり、入り江の東岸は現在のJR有楽町駅あたりであった。この入江は浅瀬となりヒビが並んでいたため「ひびや」と呼ばれた可能性がある。
中世には、この入り江の西岸の場所、現在の霞ヶ関から虎ノ門あたりに集落があったと推定されており、比々谷村と呼ばれていたらしい。1526年（大永6年）に小田原北条氏は牛込助五郎に対し「比々谷村陣夫、同小屋夫」の免除を許可し、戦国期には牛込氏が日比谷の領主となっていた。
徳川家康入府後

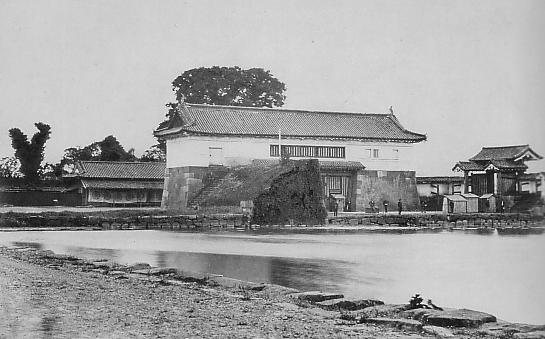
江戸城日比谷門。現存せず。

徳川家康が1590年（天正18年）に入府した当時の江戸城は、東側は海に面し背後には荒地の武蔵野台地があり、要塞としては好適だったが武家屋敷や町民を収容する平坦地は欠如していたので、家康にとって住居用の土地を確保する「まちづくり」と食の確保のための「航路の建設」を行うことは必須だったので、入府直後の1592年(文禄元年)、江戸城築城工事に伴う堀の掘削土を使い江戸城東部に広がる日比谷入江の北部（現在の丸の内や八重洲）を埋立て、続いて1603年（慶長8年)から江戸城北部の台地を切り崩した土砂などを使い日比谷入江の南部一帯（現在の日本橋・京橋・新橋・築地付近）を埋立てた。この埋立・造成工事により、江戸城周辺の街並みが次第に整備され、幕府の礎も次第に堅固になってゆくことになった。
こうして、のどかな入江、浅瀬、漁村だった場所が、江戸時代に整然とした武家屋敷の並ぶ町並みに変貌していった。日比谷は江戸城郭の内側となり、城郭南側を防備する役割の外桜田の一部となったので、その大半が大藩の藩邸など武家屋敷によって占められた。
幕末、明治維新以降
1868年（慶応4年）5月、新政府は町奉行所を廃し市政裁判所を設置し町奉行所の与力・同心に従来通り職務を続けるよう命じ、7月に江戸を東京とする詔書が発せられると市政裁判所を廃止し東京府を設置し、府庁舎には幸橋内（現在の内幸町）にあった元大和郡山藩柳沢家の上屋敷（現在の千代田区内幸町1ｰ2）を使うと決め、とりあえずは市政裁判所すなわち町奉行所の建物で業務を継続し、9月に柳沢家の上屋敷で業務を開始した。
1871年（明治4年）に、萩藩毛利家など大名上屋敷があった場所に「陸軍操練所」が置かれ、1885年（明治18年）に「日比谷練兵場」へ改称。この頃、周辺の開発が進んできたことから、その練兵場は1886年（明治19年）に青山へ移転し、1888年（明治21年）練兵場跡地および周辺の道路を整備し公園を設置することが提案され審議の結果、翌1889年（明治22年）「東京市区改正設計」が告示され、周辺の道路（現「日比谷通り」など）の整備とともに日比谷公園の整備が正式に決定し、日比谷公園は日本初の洋式庭園として整備されてゆくことになった。

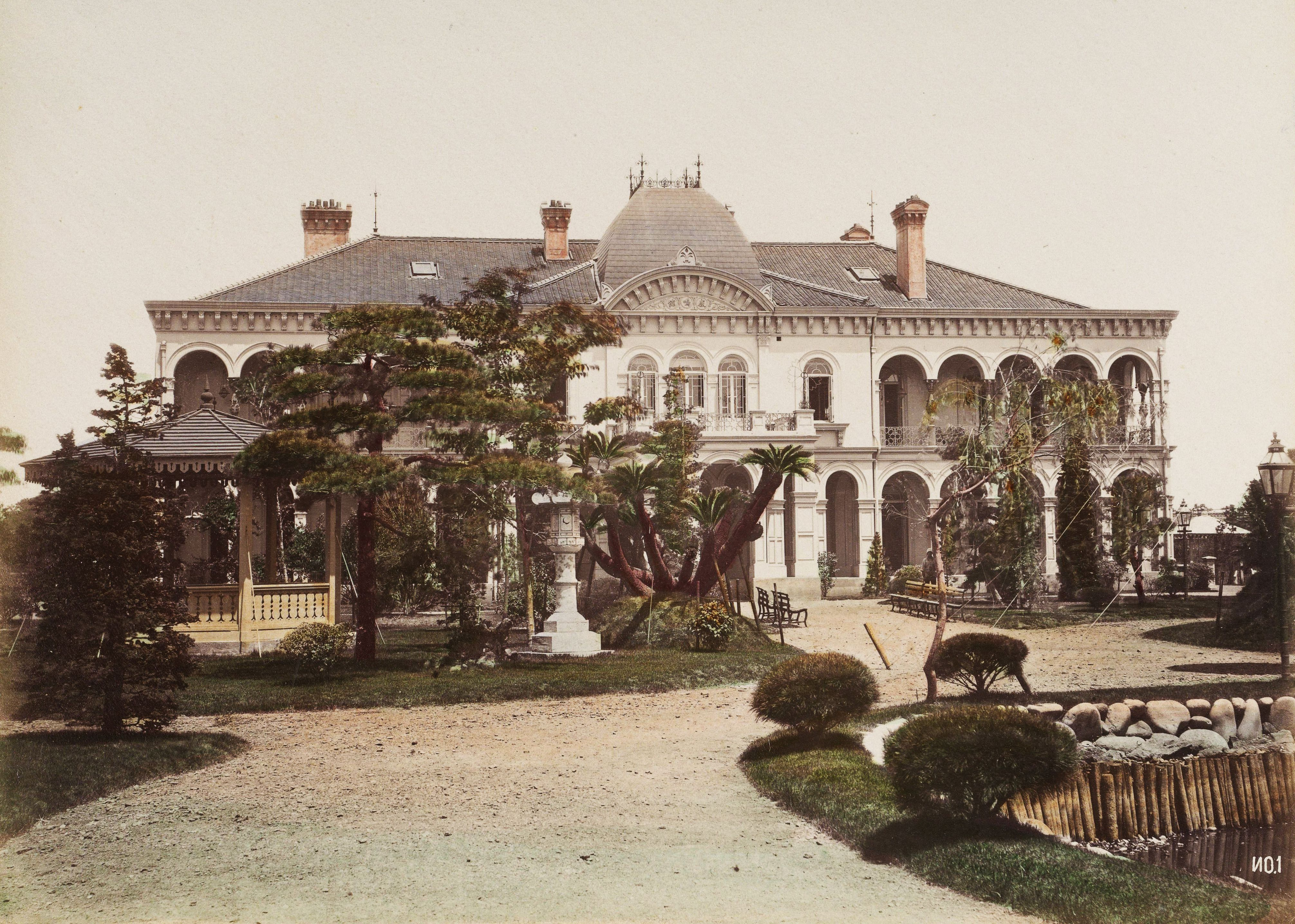
鹿鳴館

1883年に鹿鳴館が建設され、1884年に社交クラブの東京倶楽部も創設、日本の近代化を象徴する街、英語が話される外交の街、上流階級の社交の街として発展した。1903年に日比谷公園が完成し、その一角に当時としては珍しい洋風レストランの日比谷松本楼が開業し、おしゃれな店として評判を呼びハイカラ好きなモボやモガのあいだでは「松本楼でカレーを食べてコーヒーを飲む」ことが大流行し、多くの有名人が常連客となり数々の歴史の舞台ともなってゆくことになった。
都心でありながら開けた場所である日比谷公園は集会を開くのに格好の場所となり、1905年（明治38年）には、日露戦争の講和条約であるポーツマス条約に反対する国民集会が日比谷公園で行われた際に日比谷焼打事件が発生。 1908年（明治38年）には日露戦争戦勝祝賀会が開かれ万歳を連呼する声が公園内外に響いた。日比谷は東京府庁が置かれ東京府政の中心地でありまた国政の中心地の霞ヶ関や永田町とも隣接しており、もともと政治と密接している場であったが、日比谷公園で政治的な集会が行われることで一層政治的な空気が漂う場所となっていった。　　
1911年には帝国劇場が開業。
1920年代には日本初の西洋式ホテルである帝国ホテルも建造され（1923年竣工、その建物の玄関部分は旧帝国ホテル「ライト館」として愛知県の博物館明治村に移設）、現在も「ホテル界の御三家」の一角として、重要な地位を占めている。
1932年に阪神急行電鉄社長の小林一三が東京宝塚劇場を設立。1934年に有楽町1丁目に東京宝塚劇場、日比谷映画館を設立し、1935年に有楽座を建設。
こうして多数のホテル・劇場・大企業の本社屋が連なり、日本を代表するビジネス街となっていった。

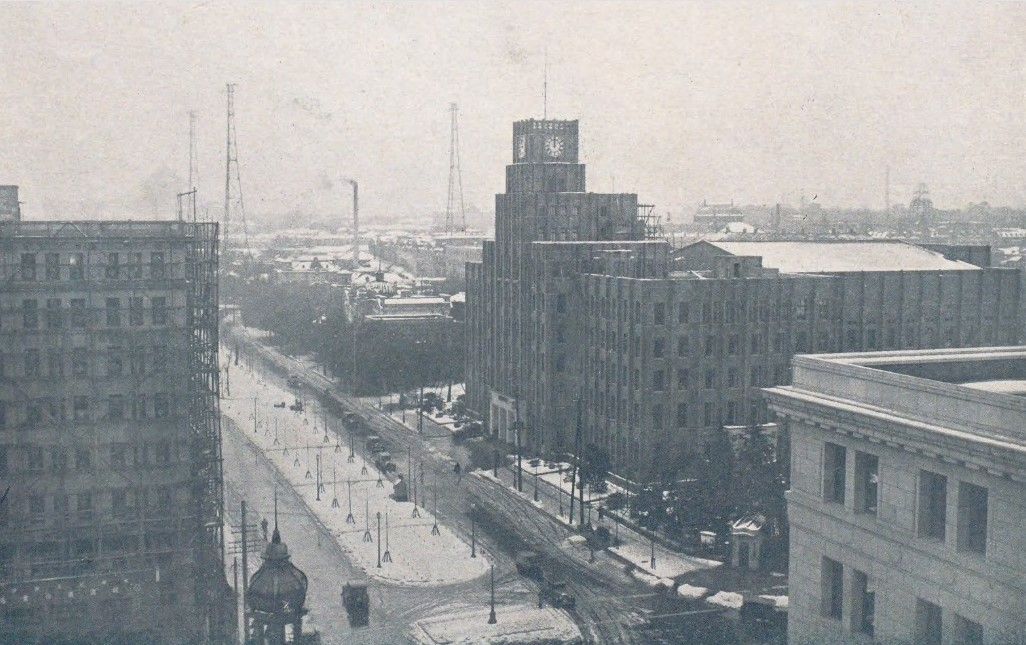
日比谷公会堂（1930年）

1930年には日比谷通りと晴海通りが交わる日比谷交差点に「日本初の電気式信号機」が設置され、日比谷の幹線道路上には都電の路線網が張り巡らされるなど、交通面でも早くから発達した街だった。道路交通量がさらに増大したことや1964年に日比谷線が通る地下鉄日比谷駅が開業し1971年に同駅に千代田線が乗り入れたことなどを理由に都電は1971年に姿を消した。翌72年には同駅に都営地下鉄6号線（後に三田線に改称）が乗り入れ、この地のアクセスはさらに良くなった。
1963年には、浅利慶太や石原慎太郎など当時の若き芸術家らの情熱と日本生命保険社長の弘世現の尽力が実り有楽町1丁目に日生劇場が完成し、まだ常設劇場を持たなかった劇団四季が公演を行う場となり、芥川賞受賞後まだ作品数が少なかった石原慎太郎も演劇作品を書き劇団を率いて当劇場で上演するようになり、日比谷は芸術の新たなうねりを生み出す場となった。

## ギャラリー

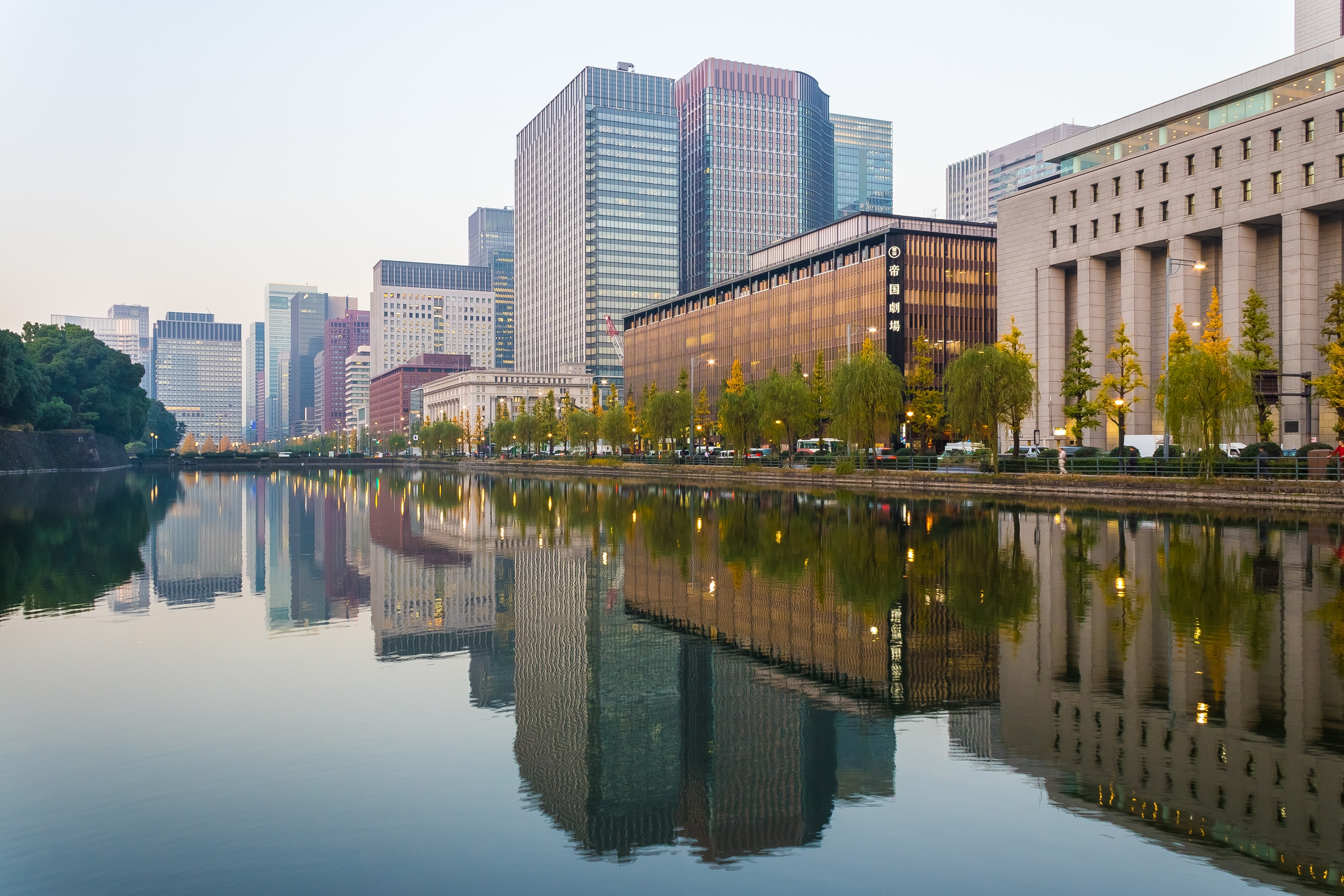
日比谷濠。日比谷入江の痕跡と言われる。
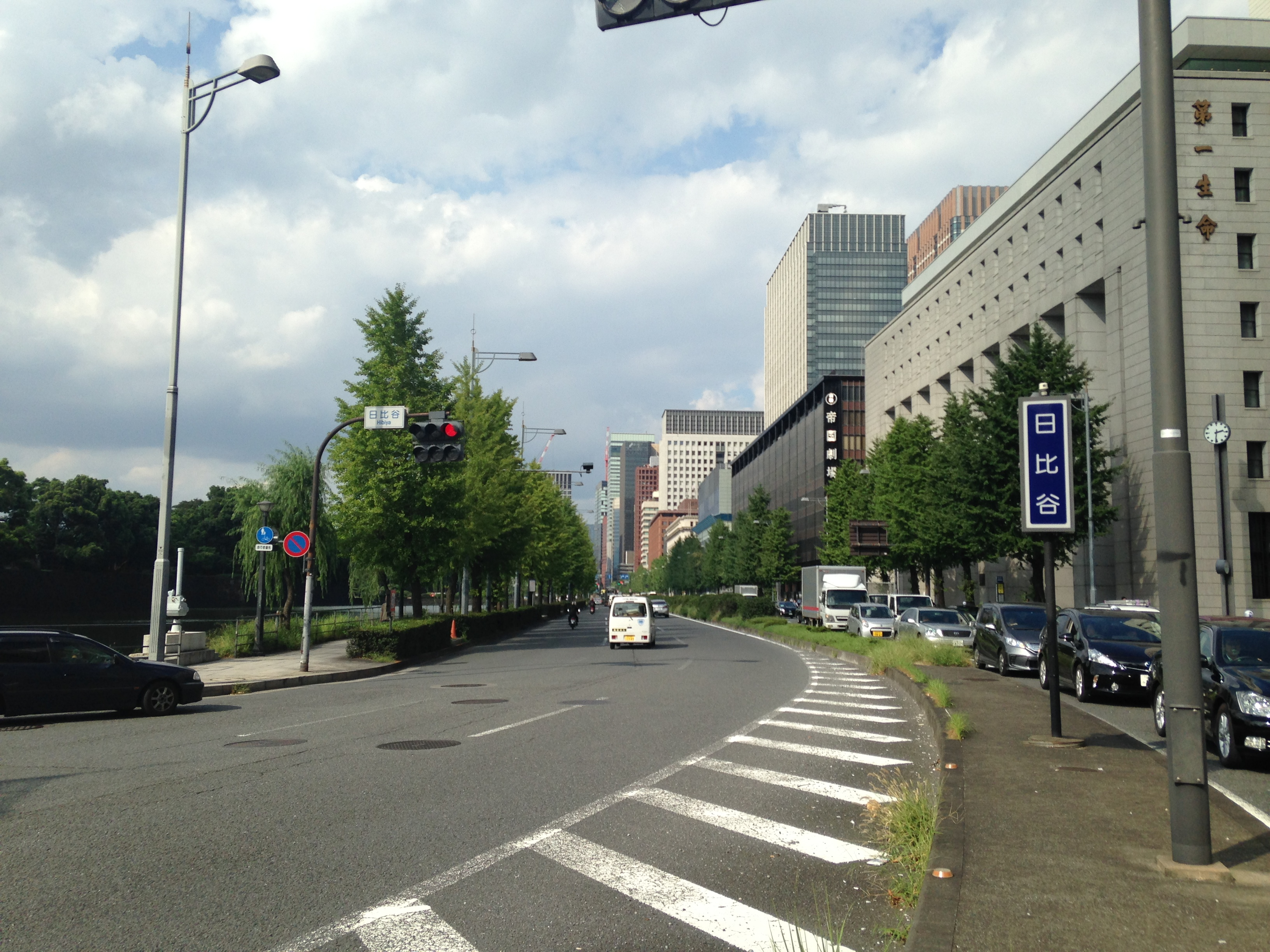
日比谷交差点から見る帝国劇場
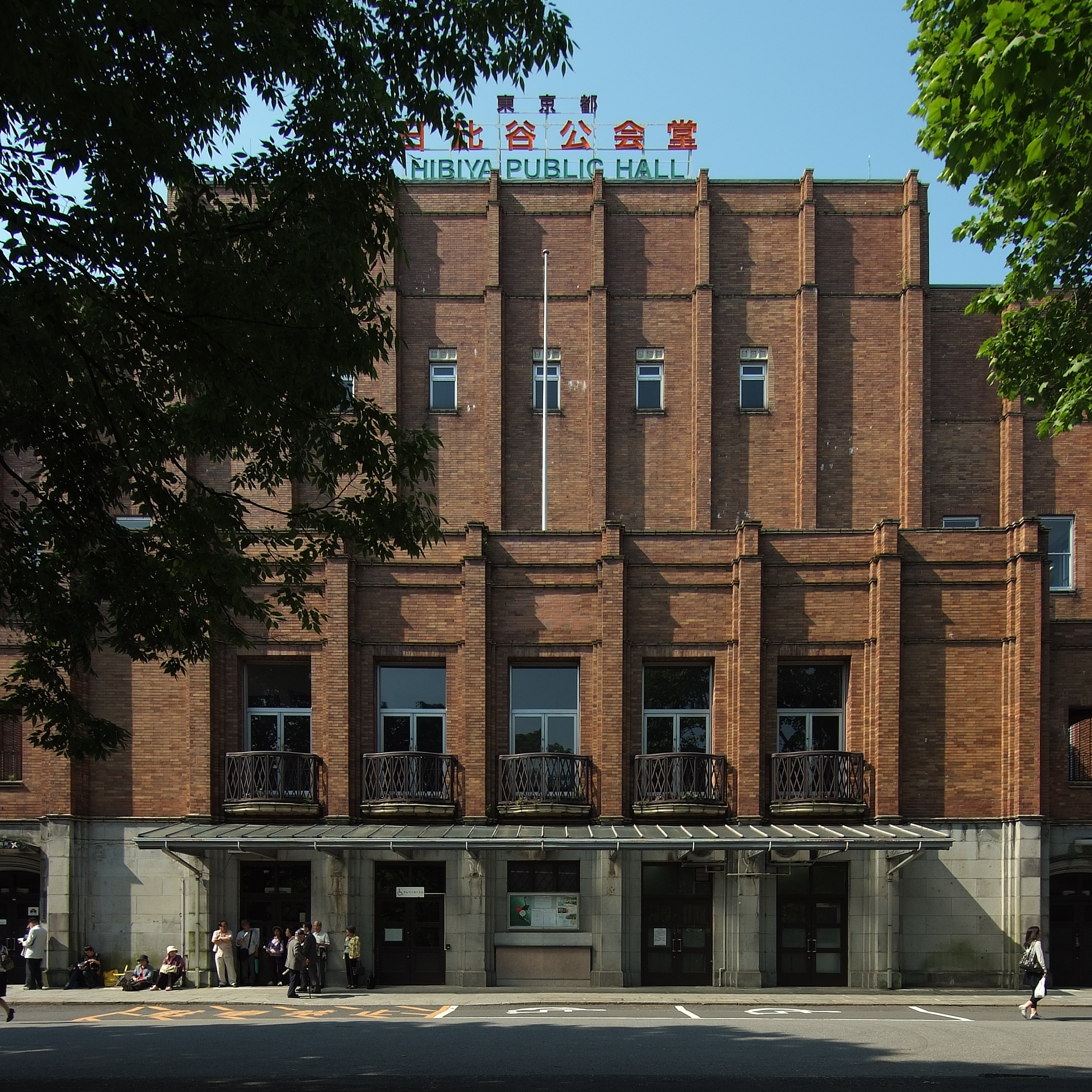
日比谷公会堂
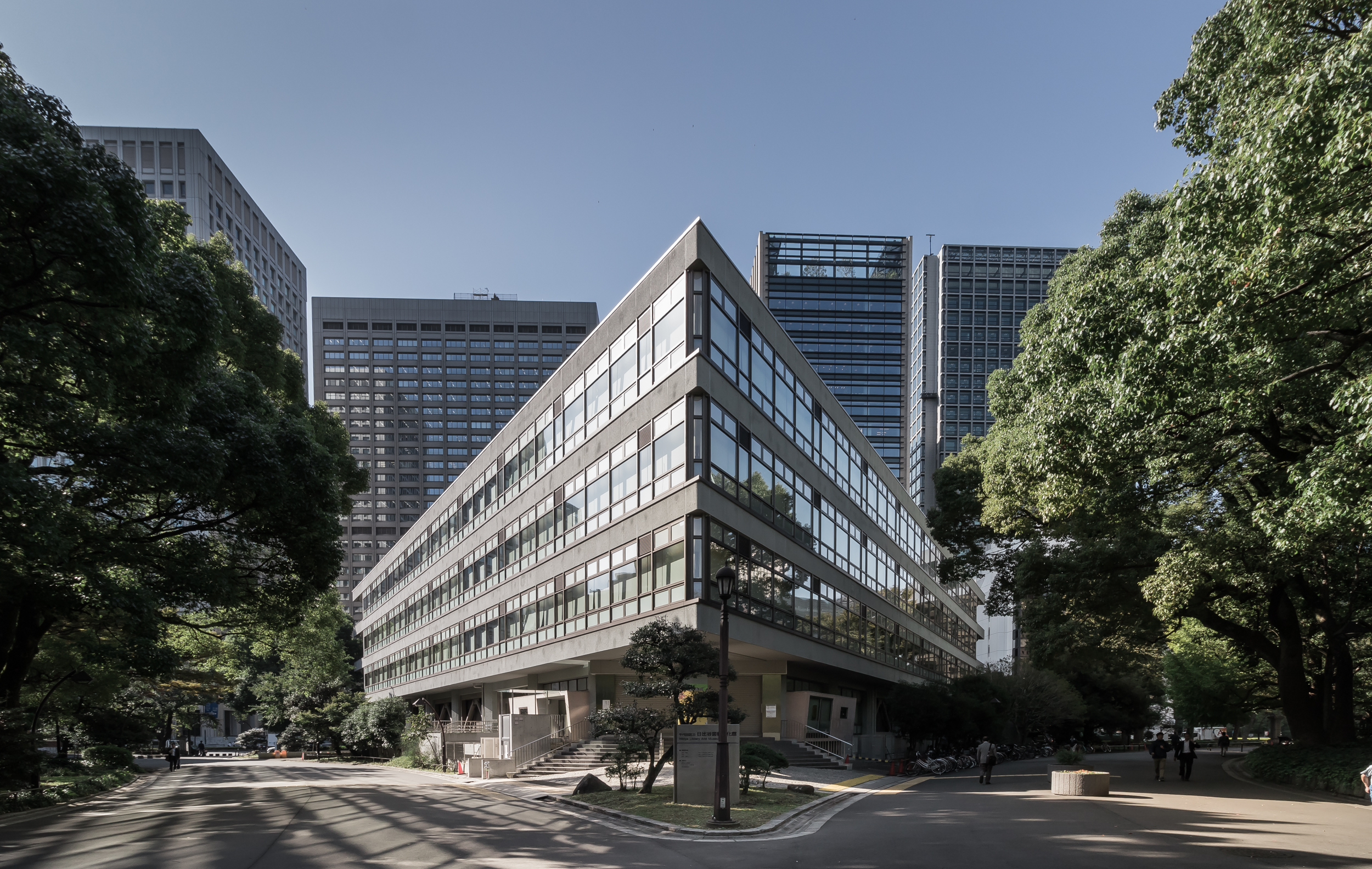
日比谷図書文化館
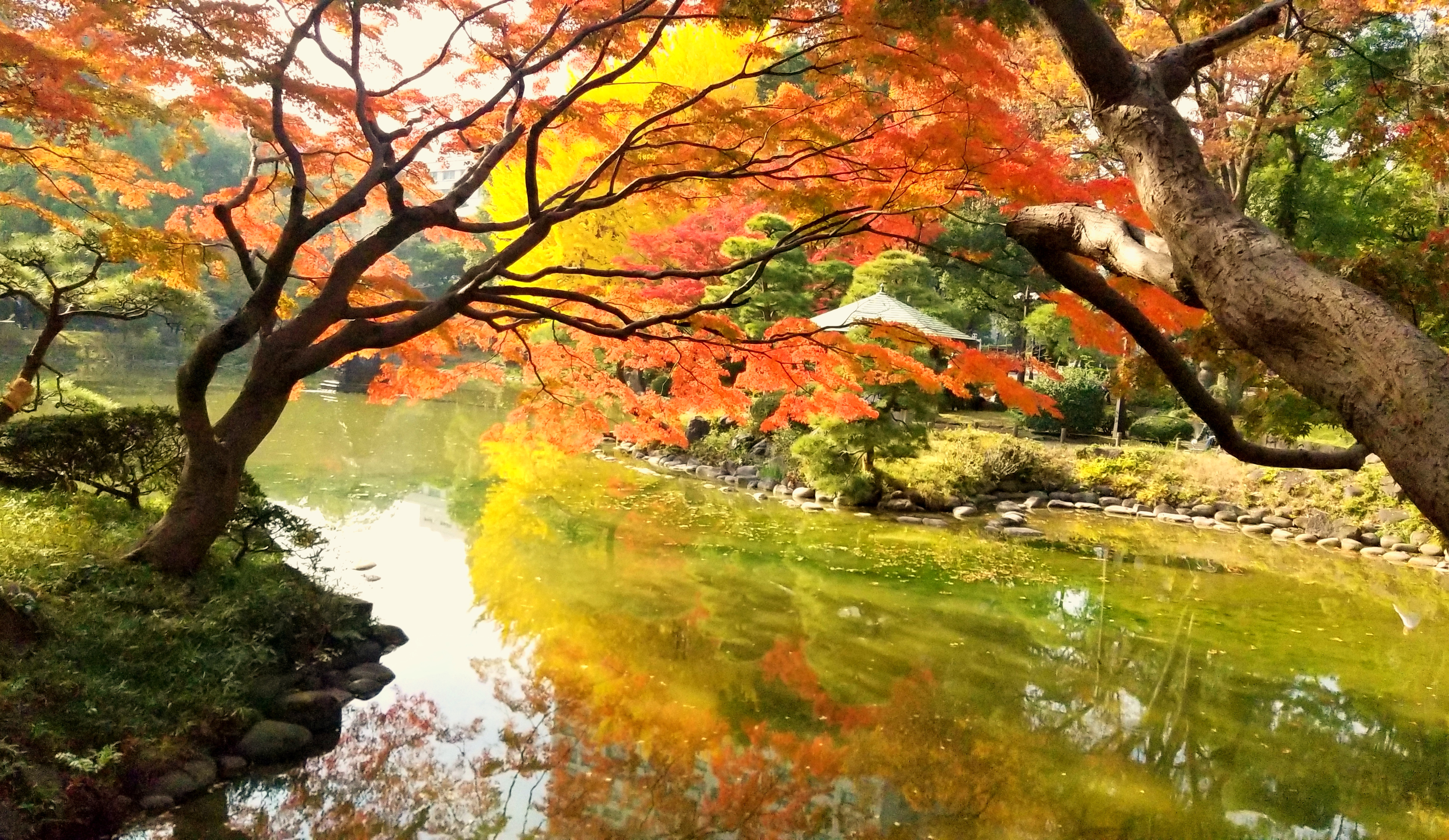
秋の日比谷公園
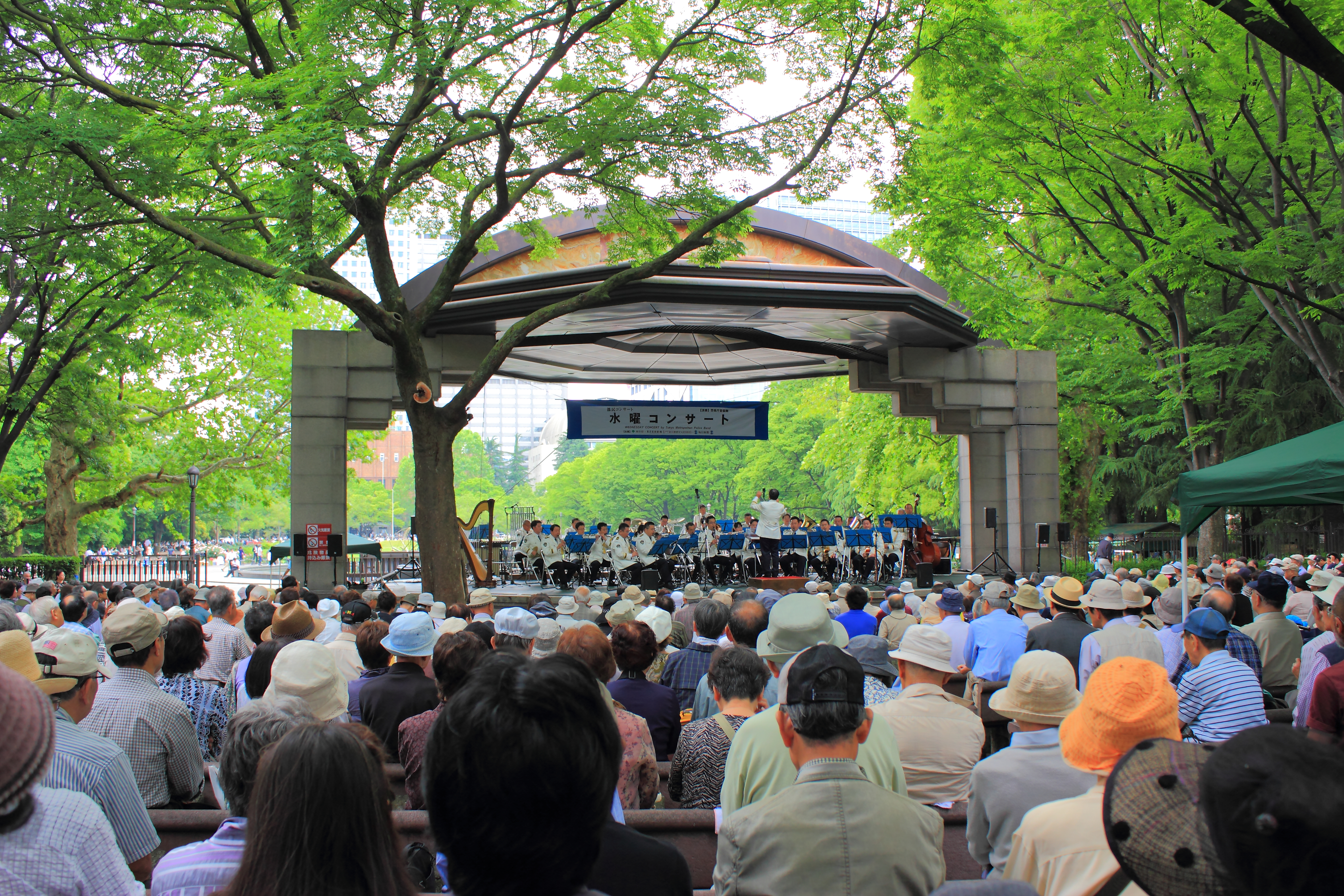
日比谷野外音楽堂
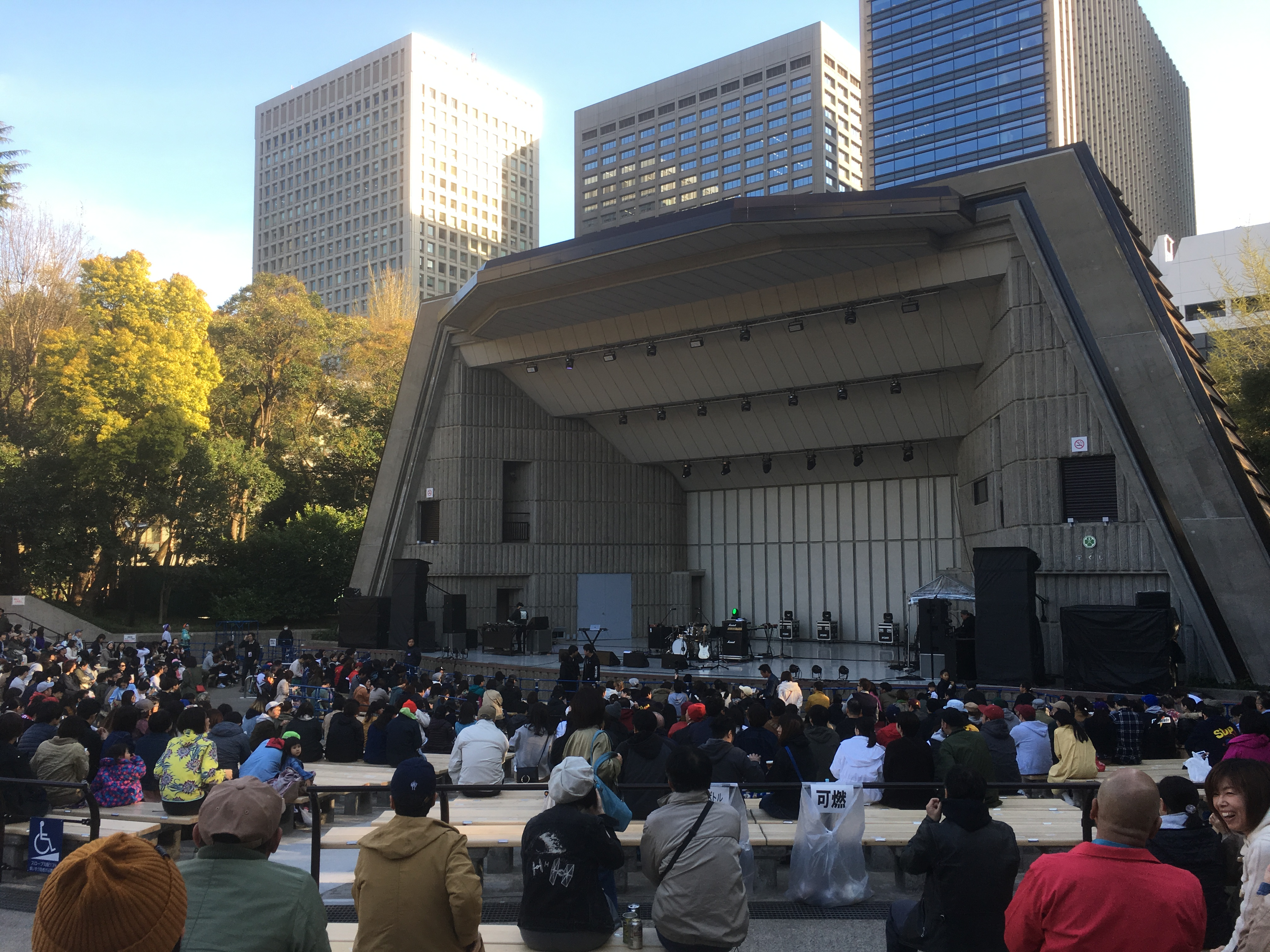
日比谷公園大音楽堂
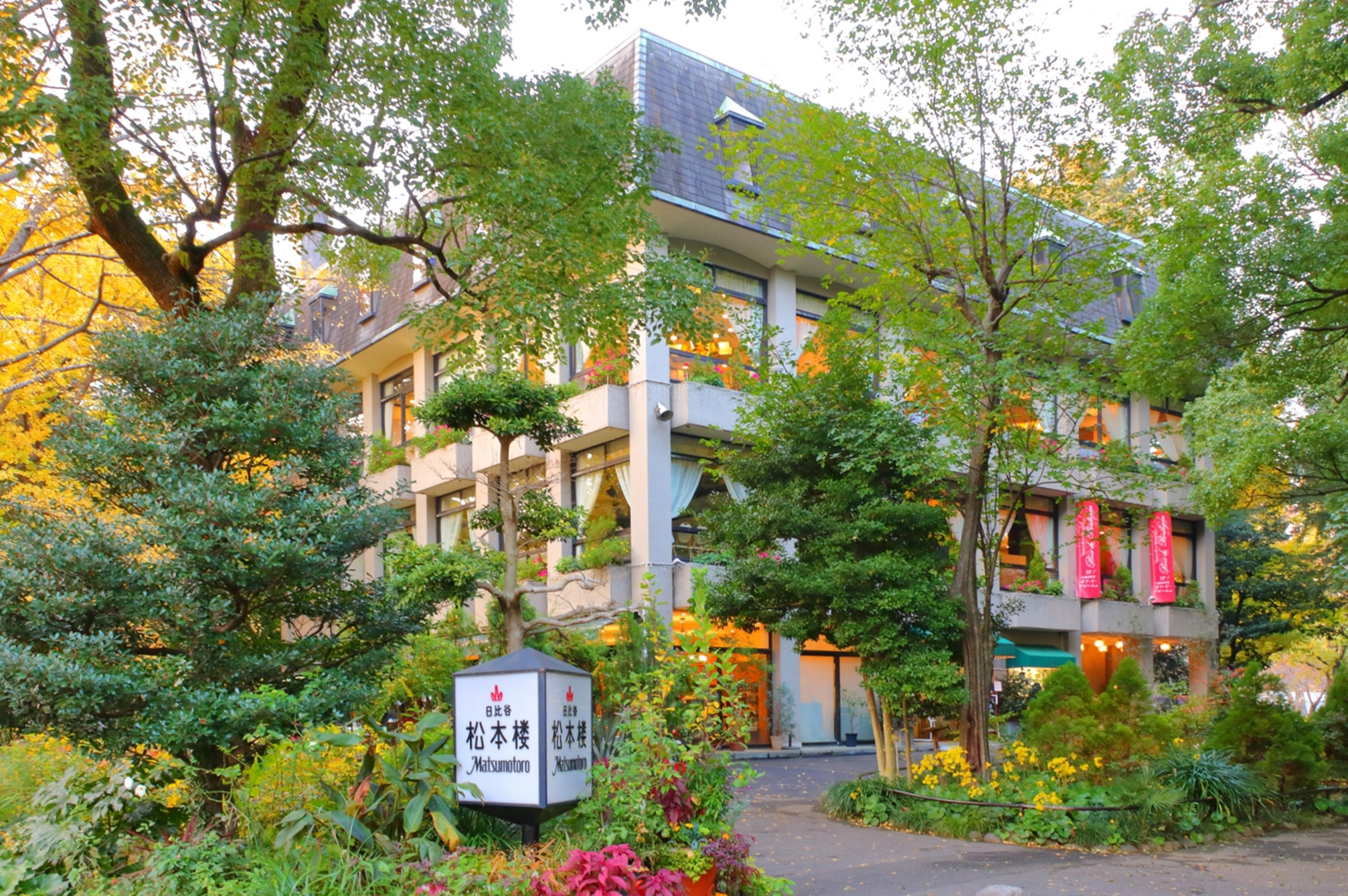
日比谷松本楼
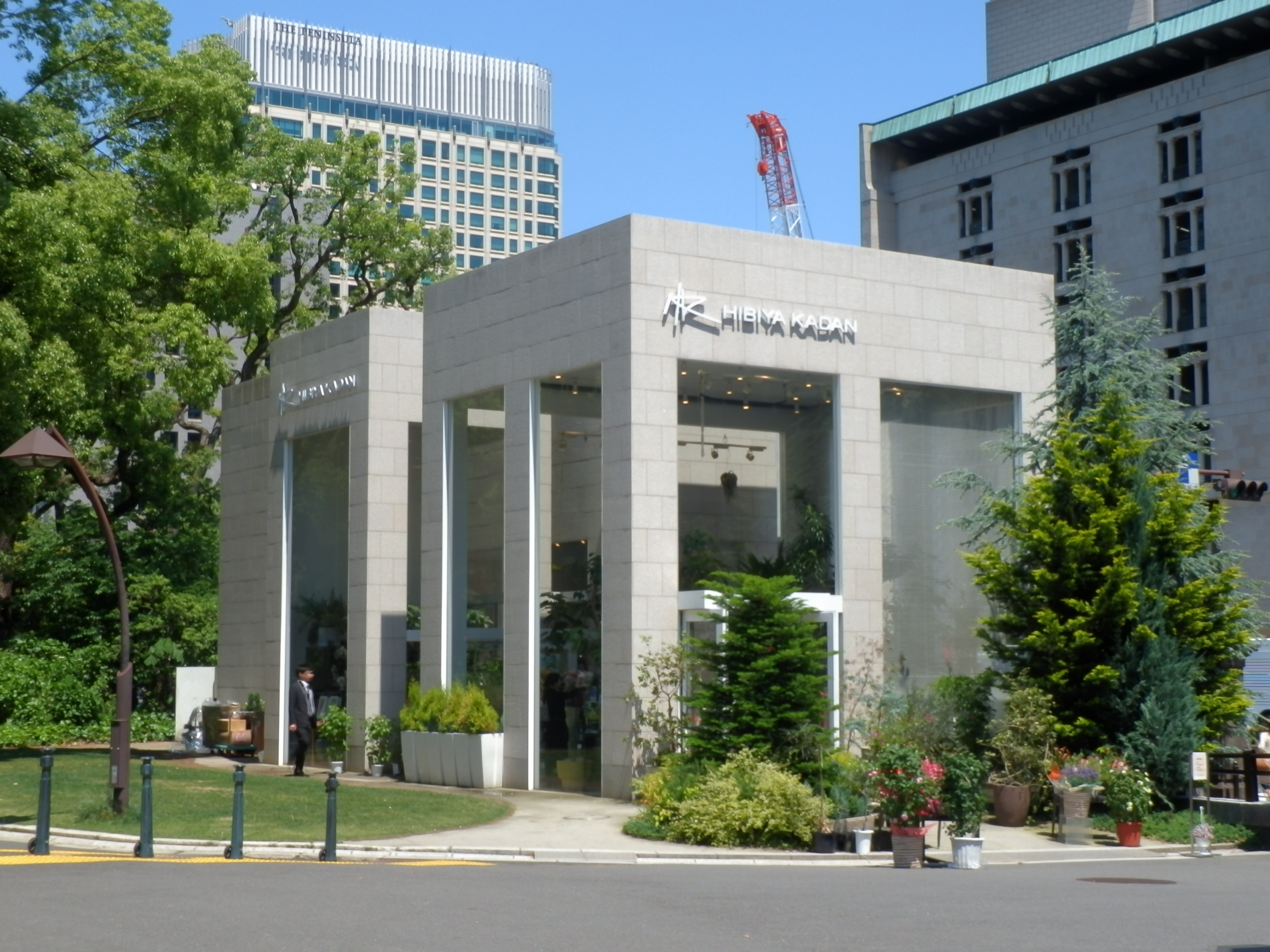
日比谷花壇
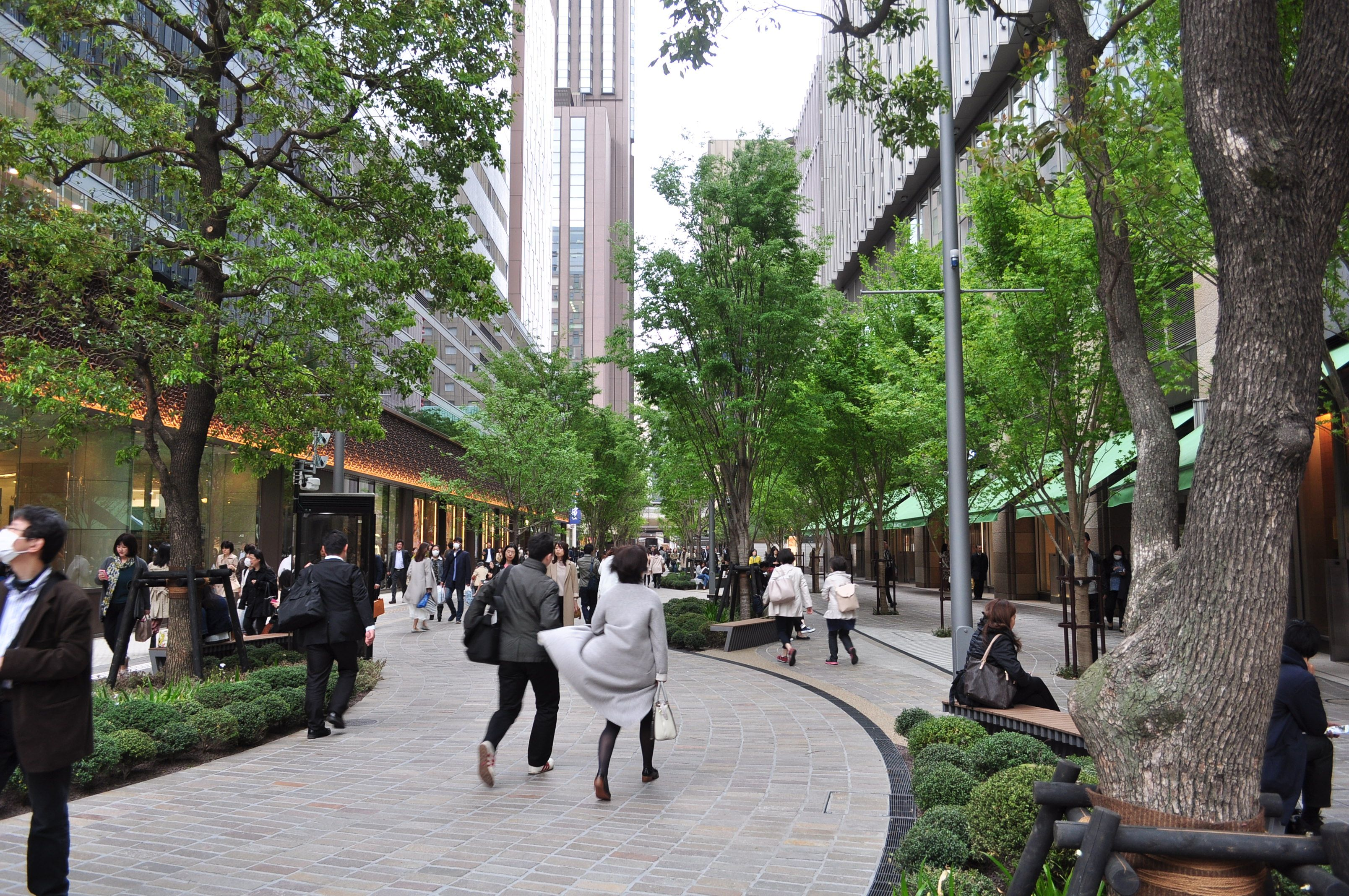
東京ミッドタウン日比谷